# Elfi Conrad
Elfi-Marein Conrad (geboren 1944) ist eine deutsche Schriftstellerin.

## Leben
Elfi-Marein Conrad wuchs im Harz auf. Sie studierte Musik und Deutsch in Hamburg. Anschließend arbeitete sie als Lehrerin an Schulen in Karlsruhe und lehrte außerdem an der Pädagogischen Hochschule. Conrad wurde mit einer Dissertation in Kognitionswissenschaft und Semiotik promoviert. Sie veröffentlichte mehrere Romane unter dem Pseudonym „Phil Mira“, mit dem sie auch in sozialen Medien aktiv ist.
Conrad ist verheiratet und hat eine Tochter und eine Enkelin. Sie ist Feministin und war in ihrer Zeit als Lehrerin Frauenbeauftragte.

## Werke

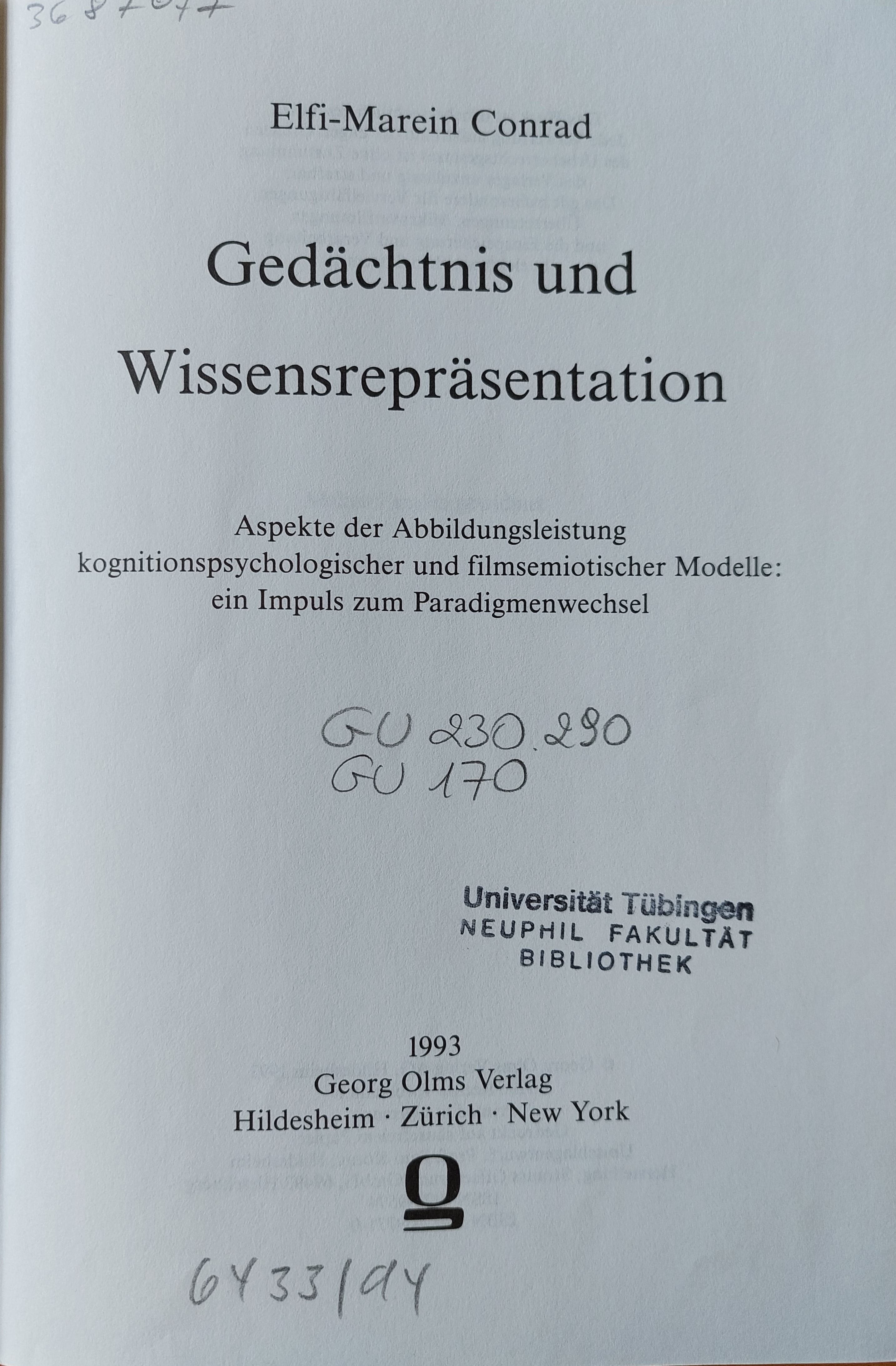
Dissertation

- Gedächtnis und Wissensrepräsentation: Aspekte der Abbildungsleistung kognitionspsychologischer und filmsemiotischer Modelle; ein Impuls zum Paradigmenwechsel. Olms, Hildesheim 1993.(Philosophische Texte und Studien. 37.)  (Dissertation).
- Schneeflocken wie Feuer. Roman. mikrotext, Berlin 2023, ISBN 978-3-948631-32-1.
- Als sei alles leicht. Roman. mikrotext, Berlin 2025, ISBN 978-3-948631-58-1.

### AlsPhil Mira
- Bloßlegung. Roman. Books on Demand, Norderstedt 2018.
- Kontrast. Roman. Books on Demand, Norderstedt 2019.
- worttrunken. Roman. Books on Demand, Norderstedt 2019.
- Spiel-Lust. Roman. Books on Demand, Norderstedt 2019.

## Rezensionen
„Conrad erzählt in ihrem Roman «Schneeflocken wie Feuer» von den frühen 60er Jahren und einer Gesellschaft, die Mädchen zu Weibchen dressierte“ schreibt Cornelia Geißler in ihrer Buchkritik in der Frankfurter Rundschau. Die Erzählerin schaue kühl und ohne Verklärung auf ihr Erwachsenwerden in einer prüden Gesellschaft zurück. Die liege zwar nur 60 Jahre zurück, spiele aber „in einer fremden, fernen Welt“, […] „die Zeit vieler, die heute Großeltern sind.“
In dem Roman «Frauen am Ende des Krieges: Als sei alles leicht» stelle die Autorin das Leben von drei Frauen dar, die sich auf unterschiedlicheWeise mit den Folgen des Kriegs konfrontiert sehen, mit Angst, Hunger und einer von „männlicher Gewalt geprägten Fluchtsituation“. Der Autorin gelinge es, die Zeit von Flucht und Vertreibung insbesondere aus weiblicher Sicht plastisch heraufzubeschwören, schreibt Gerrit Bartels im Berliner Tagesspiegel.